# Alxa
Alxa, även känt som Alashan, är ett mongoliskt förbund (ajmag) i Inre Mongoliet, i norra Kina.
I norr gränsar orten till provinserna Gobi-Altaj, Bajanchongor och Ömnögobi i den självständiga republiken Mongoliet.
Antalet invånare är 231 334. Befolkningen består av 105 130 kvinnor och 126 204 män. Barn under 15 år utgör 13,0 %, vuxna 15–64 år 80 %, och äldre över 65 år 6,0 %.

## Historia
Alxa befolkades av ett västmongoliskt folk som underkastade sig Qingdynastin relativt sent. Under Qing tillhörde Alxa prefekturen Ningxia i Gansu-provinsen.
När provinsen Ningxia bildades 1928 under Republiken Kina tillföll Alxa den nya provinsen. Efter Folkrepubliken Kinas bildande omorganiserades provinserna och Alxa tillföll den autonoma regionen Inre Mongoliet. Under Kulturrevolutionen delades mellan Ningxia och Gansu-provinsen, men återbördades till Inre Mongoliet 1979.

## Geografi
Alxa är glest befolkat och större delen av området är öken. Det enda exemplaret av fossilet Alxasaurus elesitaiensis har hittats i byn Elesitai i Alxa.
I baneret Ejin är Jiuquans satellituppskjutningscenter beläget, som har fått sitt namn från staden Jiuquan i den intilliggande provinsen Gansu.
I norr gränsar Alxa till provinserna Bajanchongor, Gobi-Altaj och Ömnögobi i Mongoliet.

## Administrativ indelning
Förbundet Alxa har är indelat i 3 baner (旗 qí):
| Karta | Karta        | Karta      | Karta          | Karta             | Karta      | Karta                    |
| ----- | ------------ | ---------- | -------------- | ----------------- | ---------- | ------------------------ |
|       |              |            |                |                   |            |                          |
| Nr    | Namn         | Kinesiska  | Pinyin         | Befolkning (2004) | Area (km²) | Befolkningstäthet (/km²) |
| Baner |              |            |                |                   |            |                          |
| 1     | Vänstra Alxa | 阿拉善左旗 | Ālāshàn zuǒ qí | 140 000           | 80 412     | 2                        |
| 2     | Högra Alxa   | 阿拉善右旗 | Ālāshàn yòu qí | 20 000            | 72 556     | <1                       |
| 3     | Ejin         | 额济纳旗   | Éjìnà qí       | 20 000            | 114 606    | <1                       |